# Christiaan II van Denemarken
Christiaan II (Slot Nyborg, 1 juli 1481 – Slot Kalundborg, 25 januari 1559) was de laatste koning van de verenigde koninkrijken Denemarken, Noorwegen en Zweden. Hij trad aan in 1513 en wist in 1520 de Unie van Kalmar te herstellen door het bloedbad van Stockholm, maar dit lokte een Zweedse opstand uit die hem reeds het volgende jaar weer uit Zweden verdreef. In 1523 rebelleerde ook Denemarken tegen zijn gezag: de aristocraten in de Rijksraad verklaarden hem vervallen van de troon en de oorlog die daarop volgde dwong hem tot ballingschap in de Habsburgse Nederlanden. Vandaaruit ondernam hij in 1531 een poging om zijn troon te heroveren, maar zijn rivaal Frederik I nam hem gevangen en ook onder diens opvolgers kwam hij niet meer vrij.  

## Familie
Christiaan was de zoon van koning Johan van Denemarken en Christina van Saksen.
Hij trouwde met Isabella van Habsburg, kleindochter van keizer Maximiliaan I. Het huwelijk met de handschoen vond plaats op 11 juli 1514. Een jaar later werd de veertienjarige bruid opgehaald door de aartsbisschop van Noorwegen en vergezeld naar Kopenhagen. Daar werd het huwelijk op 12 augustus 1515 geratificeerd. In Denemarken droeg zij de naam Elisabeth. 

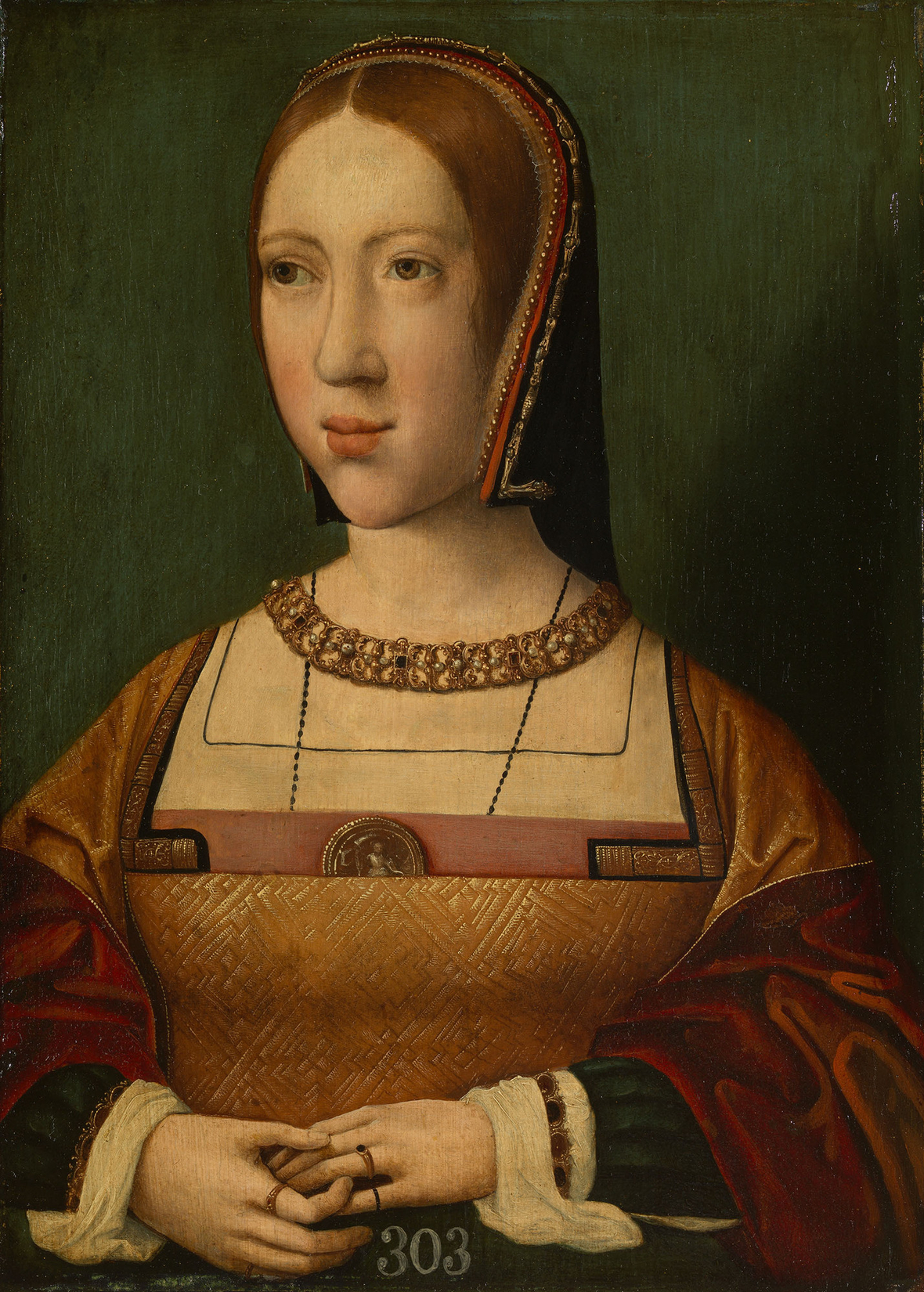
Isabella van Habsburg

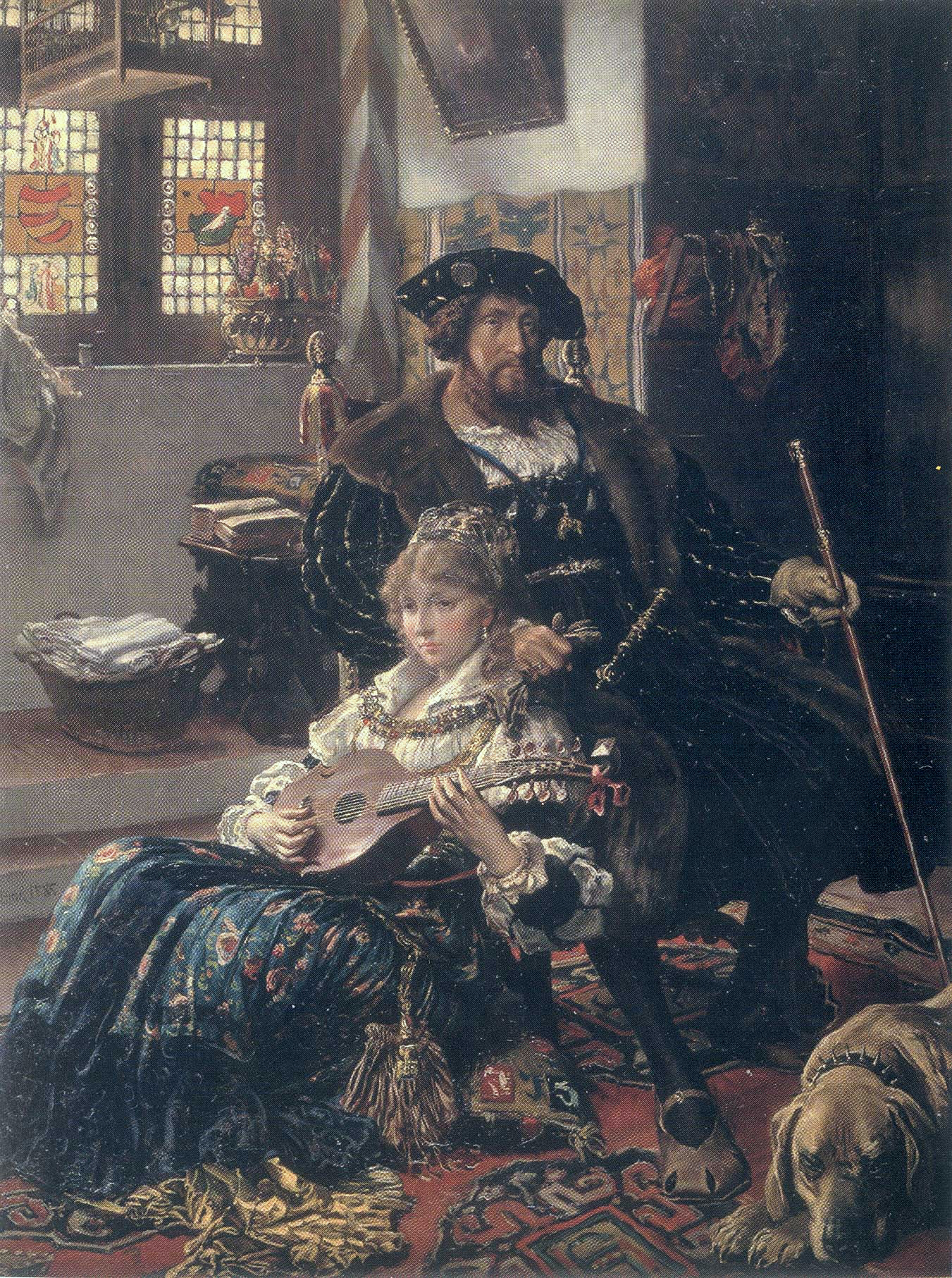
Christiaan II en Dyveke

Uit het huwelijk kwamen zes kinderen voort:
- Christiaan (1516, gestorven als klein kind)
- Johan (21 februari 1518-1531)
- Maximiliaan (4 juli 1519, gestorven als klein kind)
- Filip (4 juli 1519, gestorven als klein kind)
- Dorothea (10 november 1520-1580)
- Christina (1521-1590)

De verstandhouding tussen de gehuwden was in het begin zeer slecht omdat Christiaan weigerde zijn verhouding met de uit de Nederlanden stammende Dyveke Sigbritsdochter op te geven. Hij had haar en haar moeder in Noorwegen ontmoet en hen beiden naar Denemarken meegenomen, waar Dyvekes moeder een belangrijke rol aan het Deense hof zou gaan spelen. Op 21 september 1517 stierf Dyveke, waarschijnlijk aan de gevolgen van vergiftiging. Door haar dood werden de betrekkingen tussen de Deense koning en de familie van zijn vrouw hersteld.
Hoewel ook later het huwelijk niet echt gelukkig werd, weigerde Isabella (Elisabeth) na de afzetting van haar man in Denemarken achter te blijven met haar kinderen, ondanks de belofte van de nieuwe koning dat zij een weduwepensioen zou gaan genieten. "Ubi rex meus, ibi regna mea" ("waar mijn koning is, daar is mijn koninkrijk) was haar devies.

## Koningschap
Een van de speerpunten tijdens de regering van Christiaan II werd de uitbreiding van de macht van de koning ten koste van de hoge adel en geestelijkheid. Om dit doel te bereiken zorgde hij ervoor, dat er binnen de stand van de burgers een hogere klasse ontstond als tegenwicht tegen de andere standen.
De benoeming van Dyvekes moeder als administrateur aan het hof, waar zij eerst verantwoordelijk werd gesteld voor de inning van de Sonttol, maar later uitgroeide tot de beheerder van de financiële zaken van de koning, was daarvan een van de voorbeelden. Immers Dyvekes moeder, Syberich Willems, stelde bij benoemingen mensen aan uit de burgerij, die op die wijze tot een “hogere” burgerij gingen behoren. Deze middenklasse ging op den duur wedijveren met de Rijksraad van Denemarken aangaande te nemen beslissingen. De adel verafschuwde deze ontwikkeling en elke impopulaire of verkeerde maatregel van de koning werd toegeschreven aan Syberich, die door hen ook verdacht werd van hekserij.
De meeste aandacht van Christiaan ging echter uit naar de consolidering van zijn macht in het buitenland. In 1497 had hij al deelgenomen aan de verovering van Zweden door zijn vader, gevolgd door deelname aan de gevechten tijdens de opstand in 1501. Al snel werd het hem duidelijk, dat als hij zijn heerschappij zou willen doen gelden, hij hiervoor harde maatregelen moest nemen.
Toen hij dan ook in 1506 als onderkoning van Noorwegen werd benoemd, was een van zijn maatregelen de verkleining van de macht van de adel door de invloed van de Rijksraad in te krimpen. Hoewel dit door de Noorse adel sterk afgekeurd werd, waren zij niet in staat er tegen in te gaan. Toen in 1513 zijn vader overleden was en de Herredag, de raad van de Unie van Kalmar, bijeenkwam in Kopenhagen, werd Christiaan gekozen tot koning van de Denemarken en Noorwegen. Zweden ging niet akkoord met Christiaan, temeer omdat vastgelegd moest worden dat Christiaan erfelijk koning van Zweden zou worden, wat in strijd was met de Zweedse wetten.
Het opstandige Zweden werd nu het volgende doel van Christiaan. In Zweden zelf stonden de facties onder leiding van Sten Sture de Jongere (anti-unionist) en Gustaaf Trolle (pro-unionist) lijnrecht tegenover elkaar. Toen Sten Sture dan ook het fort belegerde waar de aartsbisschop Trolle zich verschanst had, schoot Christiaan hem ten hulp. Bij Vedila werden zijn legers echter verslagen en werd hij gedwongen zich terug te trekken. Een tweede poging in 1518 mislukte ook, doordat hij bij Bränkyrka opnieuw verslagen werd door de legers onder leiding van de Zweedse regent Sten. Met behulp van een groot leger huurlingen uit Duitsland, Frankrijk en Schotland lukte het hem dan in 1520 toch Zweden binnen te vallen, waarbij ook de Zweedse regent omkwam. Toen hij opgetrokken was naar Uppsala had de Zweedse Rijksraad zich daar al verzameld en spraken hun steun voor Christiaan uit onder voorwaarde dat hij volledige gratie zou verlenen en dat hij de garantie gaf tijdens zijn regering de Zweedse wetten en gewoontes te respecteren.
De weduwe van Sture hield echter stand in Stockholm en werd gesteund door de boeren in geheel midden Zweden. Aanvankelijk boekten zij succes door op 19 maart 1520 de Deense legers te verslaan bij Balundsås, maar ze werden uiteindelijk verslagen bij de Slag bij Uppsala op 6 april 1520.
In mei van dat jaar werd ook de Deense vloot betrokken bij de strijd tegen de opstandige Zweden in Stockholm. Na vier maanden standhouden gaf de weduwe Sture zich uiteindelijk over, opnieuw op voorwaarde dat gratie verleend zou worden.
Op 1 november 1520 beloofde de adel trouw aan hun nieuwe, erfelijke koning (wat in strijd was met de wet) en de zalving van de koning door Gustaaf Trolle vond plaats op 4 november 1520 in de kathedraal van Stockholm. Tijdens deze gebeurtenis sprak Christiaan ook de eed uit, dat hij het koninkrijk alleen zou regeren samen met Zweedse ingezetenen. De dagen die op de kroning volgden, toonden de ware bedoeling die de koning had met de Zweedse adel. Van 7 tot 10 november werden verschillende edelen en enkele leden van de geestelijkheid zonder pardon geëxecuteerd. Deze gebeurtenis zou de geschiedenis ingaan als het Stockholms bloedbad en zou Christiaan in Zweden de bijnaam geven van “de Nero van het noorden”.
Om de welvaartspositie van zijn landen alsmede het bestuur te verbeteren besloot Christiaan na zijn terugkeer uit Zweden naar de Lage Landen af te reizen. In juni kwam hij daar aan en bezocht daar enkele grote steden, waar hij in contact kwam met grote kunstenaars (o.a. Albrecht Dürer) en met invloedrijke personen, onder wie Erasmus. Eenmaal terug in Denemarken introduceerde hij hervormingen die geënt waren op het voorbeeld van de Lage Landen: de inperking van de macht van de clerus, de heroprichting van gildes en het verbod op slavernij van boeren waren slechts enkele maatregelen. Al deze hervormingen stuitten op grote weerstand bij de Deense adel niet zozeer vanwege de inhoud als wel om het feit dat ze waren afgeleid van een vreemd bestuur en zonder overleg waren opgelegd.

## Opstand
In de loop van 1521 werd wel duidelijk dat de positie van Christiaan als koning onhoudbaar was. Hieraan lagen verschillende oorzaken ten grondslag:
- Om de macht in het Oostzeegebied te waarborgen en uit te breiden ten koste van de Hanzesteden had Christiaan de Sonttol verhoogd. Dit leidde tot grote weerstand bij Lübeck.
- Op verdenking van tolontduiking had Christiaan enkele schepen uit de Nederlanden laten oppakken, waardoor ook de Nederlanden zich beperkt voelden in de handel met de Oostzeelanden.
- In Zweden was opnieuw een opstand uitgebroken aangezien de vertegenwoordigers van de koning zich niet hielden aan de gemaakte afspraken.
- In Denemarken zelf brak onrust uit door de verstoring van de handelsbetrekkingen, alsmede door de verhoging van de belastinggelden, die nodig was om de strijdkrachten te bekostigen die de opstand in Zweden moesten onderdrukken.

In Jutland brak dan ook een grote opstand uit en riep Christiaans oom, Frederik, uit tot koning van Denemarken. 

## Ballingschap

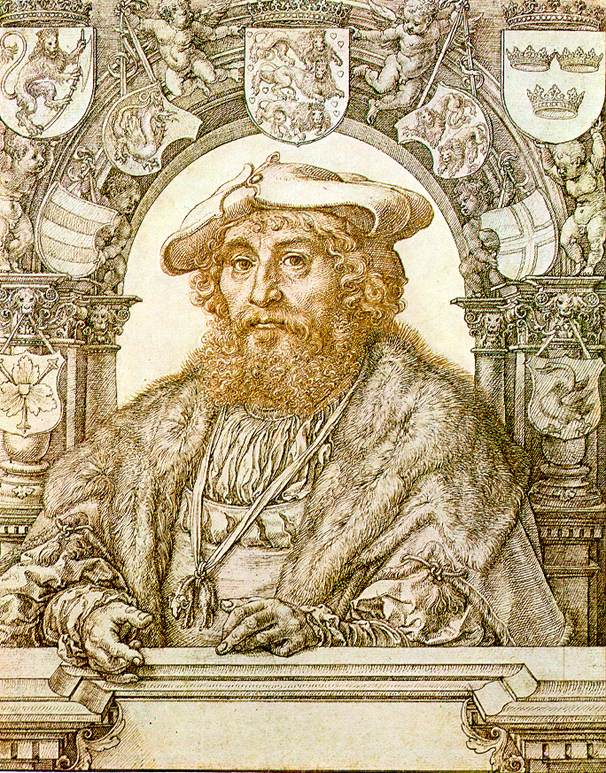
Christiaan II getekend door Jan Gossaert (ca. 1523)

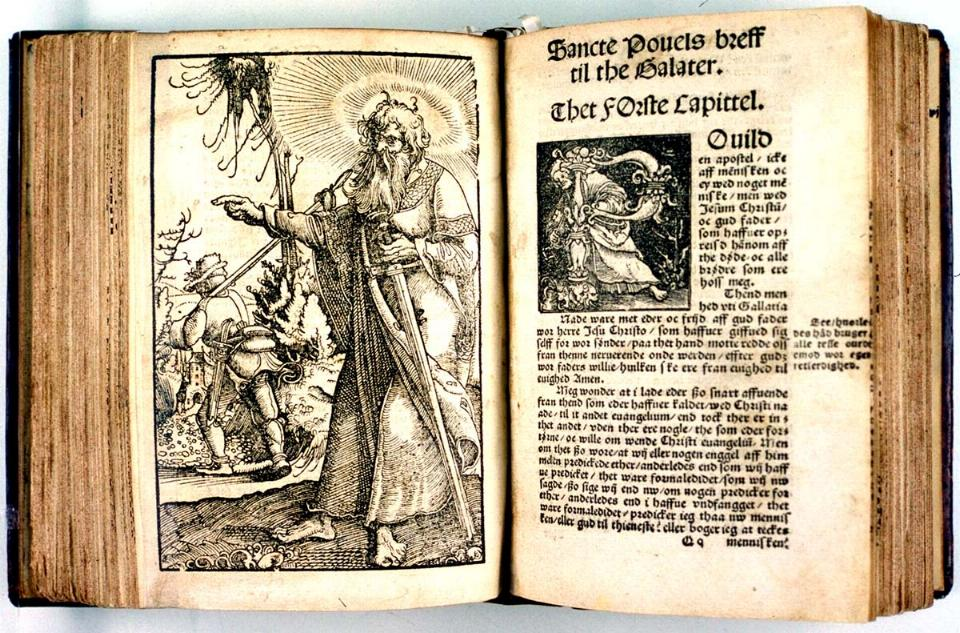
Deense Bijbel gedrukt door Melchior Lotter in opdracht van Christiaan II (1524)

Hierop ontvluchtte het koninklijk gezin Denemarken. Per schip voeren ze naar de Habsburgse Nederlanden, waar Isabella was opgegroeid en waar haar tante Margaretha van Oostenrijk als landvoogdes regeerde namens keizer Karel V. Op 29 april 1523 liepen Christiaan en Isabella binnen in Veere. Admiraal Adolf van Bourgondië ontving hen op kasteel Zandenburg en wilde – tegen de wens van landvoogdes Margaretha in – een vloot uitrusten om Christiaans troon te heroveren. Diens zwager Karel V stond minder afwijzend, maar hij gaf voorrang aan zijn oorlog met de Fransen.
Na deze koude ontvangst richtte Christiaan zich tot de Duitse vorsten om te proberen een leger op de been te brengen. In de herfst van 1523 trok hij naar keurvorst Frederik III van Saksen. Het koningspaar woonde preken van Maarten Luther bij en verbleef bij Lucas Cranach in Wittenberg. In oktober 1523 bekende Christiaan zich tot het lutheranisme, waarvoor hij al eerder sympathie had getoond (bijvoorbeeld door geestelijken te laten trouwen en door de bul Exsurge Domine niet te publiceren). Nog meer ophef veroorzaakte Isabella's lutherse communie gedurende de rijksdag van Neurenberg in 1524.
Militair bleef de reis vruchteloos. Christiaan en Isabella gingen vervolgens aankloppen bij koning Hendrik VIII van Engeland. Ze werden ontvangen op het Placentiapaleis en in Hampton Court Palace, maar bekwamen geen concrete toezeggingen. Daarna volgde een reis naar Berlijn die evenmin resultaat had. Onder de Deense boeren genoot de afgezette koning echter nog veel sympathie. In april 1524 brak in Skåne een openlijke revolte uit tegen de 'koningstaks' waarmee Frederik I zijn Duitse troepen betaalde, maar hij wist deze acties neer te slaan. Zo verging het ook de opstand die Søren Norby het volgende jaar begon in Blekinge.
Van 1524 tot 1530 woonden Christiaan en zijn hofhouding in het Hof van Denemarken te Lier. Ze hadden weinig middelen en leidden een nederig bestaan, niet geholpen door het feit dat ze van hun hof een centrum van protestantisme maakten. Christiaan gaf de opdracht voor de eerste Deense vertaling van het Nieuwe Testament. Het project werd uitgevoerd door Christiern Winter, Hans Mikkelsen en Henrik Smith. Als grondtekst namen de drie vertalers deels de Duitse Lutherbijbel en deels het Latijnse Novum Instrumentum van Erasmus. Hun tekst was op korte tijd klaar en de kwaliteit was niet zeer hoog. Het boek verscheen in augustus 1524 bij Melchior Lotter in Wittenberg met een portretgravure en het wapen van Christiaan. 
Een andere uiting van Christiaans lutherse overtuiging was zijn steun voor priester Claes van der Elst, die in de Antwerpse Sint-Jacobskerk een protestantse gemeenschap verzamelde. Toen Van der Elst uit zijn ambt werd ontzet, hielp Christiaan hem ontkomen naar Wittenberg. Bij de dood van Isabella in januari 1526 ontstond er controverse over de vraag of ze luthers dan wel katholiek was gestorven. Voor het Habsburgse hof was dit aanleiding om Christiaans drie kinderen bij hem weg te halen. De zaken werden verder op de spits gedreven toen Christiaans foerier Willem van Zwolle de afgezette priester Van der Elst in 1526 terughaalde en begeleidde naar Brussel om er te preken in kringen van hofkunstenaars. De groep werd ontmaskerd en Willem van Zwolle werd geëxecuteerd.
Maar Christiaan gaf zijn geloof niet op. In 1529 nog weigerde hij Christiern Pedersen te ontslaan, toen diens openlijke afstand van zijn kanunnikschap hem in de problemen bracht. Onder Christiaans patronage maakte Pedersen een nieuwe, betere bijbelvertaling in het Deens en verschenen nog zeker acht andere boeken van zijn hand bij Willem Vorsterman.
Uiteindelijk keerde Christiaan in 1530 toch tot het katholicisme terug in ruil voor financieel-militaire steun om zijn troon te heroveren. Deze verzoening was mee ingegeven door de vrees dat hij in de toekomst de Sont zou kunnen afsluiten voor Hollandse schepen en zo de graanbevoorrading van de Nederlanden in het gedrang brengen.

## Terugkeer en gevangenschap

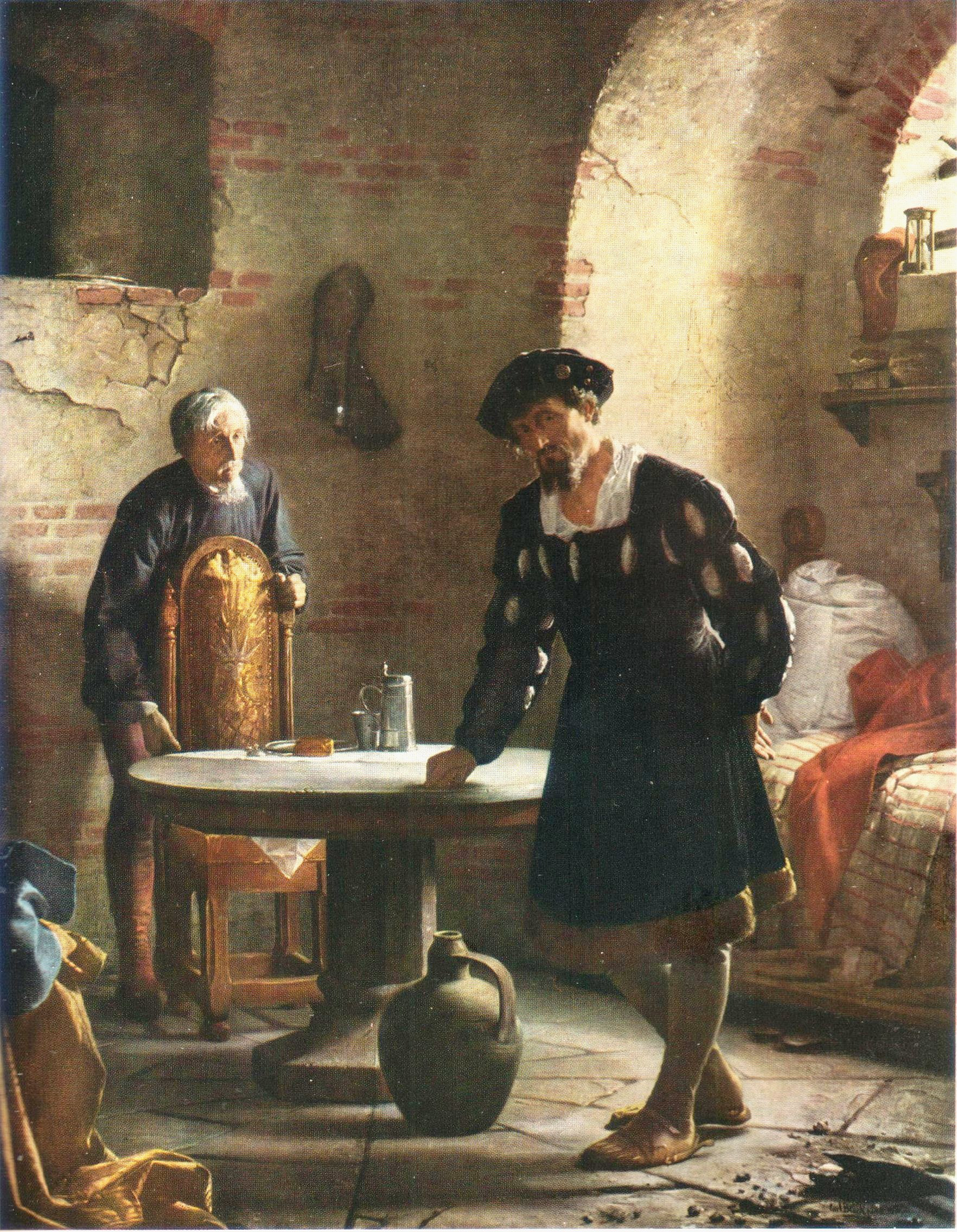
Christiaans gevangenschap volgens een schilderij van Carl Bloch (1871)

Zodoende kon Christiaan een vloot verzamelen in Medemblik. Op 24 oktober 1531 zeilde hij uit aan het hoofd van een leger van 7 à 8000 man. Hij richtte zich tegen het zwak verdedigde Noorwegen, waar hij de steun kreeg van de katholieke aartsbisschop Olav Engelbrektsson. Christiaan werd goed ontvangen in Oslo en op 29 november werd hij erkend als koning.
Maar hij slaagde er niet in de vestingen Akershus en Bohus in te nemen, en toen een Deens leger hem in mei 1532 tegemoet trad, verloor hij zijn vloot in een storm. Hoewel hij nog over zijn leger beschikte, toonde hij zich bereid tot onderhandelen. Op 1 juli 1532 liet hij zich onder vrijgeleide naar Kopenhagen brengen, waar Frederik I hem prompt gevangen zette. Hij werd achtereenvolgens opgesloten in de kastelen Sønderborg en Kalundborg. Daar leidde hij een comfortabel maar bewaakt leven tot aan zijn dood in 1559. De zittende koning Frederik II kende hem een koninklijke begrafenis toe in Odense. Zijn graf bevindt zich in de Dom van Odense.

## Kwartierstaat
| Diederik van Oldenburg (1398-1440) | Diederik van Oldenburg (1398-1440) | Diederik van Oldenburg (1398-1440) | Diederik van Oldenburg (1398-1440) | Diederik van Oldenburg (1398-1440)      | Diederik van Oldenburg (1398-1440)      | Hedwig van Holstein (1400-1436)         | Hedwig van Holstein (1400-1436)         | Hedwig van Holstein (1400-1436)         | Hedwig van Holstein (1400-1436)         | Hedwig van Holstein (1400-1436)  | Hedwig van Holstein (1400-1436)  |                                  |                                  | Johan van Brandenburg-Kulmbach (1406-1464) | Johan van Brandenburg-Kulmbach (1406-1464) | Johan van Brandenburg-Kulmbach (1406-1464) | Johan van Brandenburg-Kulmbach (1406-1464) | Johan van Brandenburg-Kulmbach (1406-1464) | Johan van Brandenburg-Kulmbach (1406-1464) | Barbara van Saksen-Anhalt (1405-1465) | Barbara van Saksen-Anhalt (1405-1465) | Barbara van Saksen-Anhalt (1405-1465) | Barbara van Saksen-Anhalt (1405-1465) | Barbara van Saksen-Anhalt (1405-1465)    | Barbara van Saksen-Anhalt (1405-1465)    |                                          |                                          | Frederik II van Saksen (1412-1464)       | Frederik II van Saksen (1412-1464)       | Frederik II van Saksen (1412-1464) | Frederik II van Saksen (1412-1464) | Frederik II van Saksen (1412-1464) | Frederik II van Saksen (1412-1464) | Margaretha van Oostenrijk (1416-1486) | Margaretha van Oostenrijk (1416-1486) | Margaretha van Oostenrijk (1416-1486) | Margaretha van Oostenrijk (1416-1486) | Margaretha van Oostenrijk (1416-1486) | Margaretha van Oostenrijk (1416-1486) |                                  |                                  | Albrecht III van Beieren (1401-1460) | Albrecht III van Beieren (1401-1460) | Albrecht III van Beieren (1401-1460) | Albrecht III van Beieren (1401-1460) | Albrecht III van Beieren (1401-1460) | Albrecht III van Beieren (1401-1460) | Anna van Braunschweig-Grubenhagen-Einbeck (1414–1474) | Anna van Braunschweig-Grubenhagen-Einbeck (1414–1474) | Anna van Braunschweig-Grubenhagen-Einbeck (1414–1474) | Anna van Braunschweig-Grubenhagen-Einbeck (1414–1474) | Anna van Braunschweig-Grubenhagen-Einbeck (1414–1474) | Anna van Braunschweig-Grubenhagen-Einbeck (1414–1474) |  |  |  |  |  |  |  |  |  |  |  |  |  |  |  |  |  |  |  |  |  |  |  |  |  |  |  |  |  |  |  |  |  |  |  |  |  |  |  |  |  |  |  |  |  |  |  |  |
| Diederik van Oldenburg (1398-1440) | Diederik van Oldenburg (1398-1440) | Diederik van Oldenburg (1398-1440) | Diederik van Oldenburg (1398-1440) | Diederik van Oldenburg (1398-1440)      | Diederik van Oldenburg (1398-1440)      | Hedwig van Holstein (1400-1436)         | Hedwig van Holstein (1400-1436)         | Hedwig van Holstein (1400-1436)         | Hedwig van Holstein (1400-1436)         | Hedwig van Holstein (1400-1436)  | Hedwig van Holstein (1400-1436)  |                                  |                                  | Johan van Brandenburg-Kulmbach (1406-1464) | Johan van Brandenburg-Kulmbach (1406-1464) | Johan van Brandenburg-Kulmbach (1406-1464) | Johan van Brandenburg-Kulmbach (1406-1464) | Johan van Brandenburg-Kulmbach (1406-1464) | Johan van Brandenburg-Kulmbach (1406-1464) | Barbara van Saksen-Anhalt (1405-1465) | Barbara van Saksen-Anhalt (1405-1465) | Barbara van Saksen-Anhalt (1405-1465) | Barbara van Saksen-Anhalt (1405-1465) | Barbara van Saksen-Anhalt (1405-1465)    | Barbara van Saksen-Anhalt (1405-1465)    |                                          |                                          | Frederik II van Saksen (1412-1464)       | Frederik II van Saksen (1412-1464)       | Frederik II van Saksen (1412-1464) | Frederik II van Saksen (1412-1464) | Frederik II van Saksen (1412-1464) | Frederik II van Saksen (1412-1464) | Margaretha van Oostenrijk (1416-1486) | Margaretha van Oostenrijk (1416-1486) | Margaretha van Oostenrijk (1416-1486) | Margaretha van Oostenrijk (1416-1486) | Margaretha van Oostenrijk (1416-1486) | Margaretha van Oostenrijk (1416-1486) |                                  |                                  | Albrecht III van Beieren (1401-1460) | Albrecht III van Beieren (1401-1460) | Albrecht III van Beieren (1401-1460) | Albrecht III van Beieren (1401-1460) | Albrecht III van Beieren (1401-1460) | Albrecht III van Beieren (1401-1460) | Anna van Braunschweig-Grubenhagen-Einbeck (1414–1474) | Anna van Braunschweig-Grubenhagen-Einbeck (1414–1474) | Anna van Braunschweig-Grubenhagen-Einbeck (1414–1474) | Anna van Braunschweig-Grubenhagen-Einbeck (1414–1474) | Anna van Braunschweig-Grubenhagen-Einbeck (1414–1474) | Anna van Braunschweig-Grubenhagen-Einbeck (1414–1474) |  |  |  |  |  |  |  |  |  |  |  |  |  |  |  |  |  |  |  |  |  |  |  |  |  |  |  |  |  |  |  |  |  |  |  |  |  |  |  |  |  |  |  |  |  |  |  |  |
|                                    |                                    |                                    |                                    |                                         |                                         |                                         |                                         |                                         |                                         |                                  |                                  |                                  |                                  |                                            |                                            |                                            |                                            |                                            |                                            |                                       |                                       |                                       |                                       |                                          |                                          |                                          |                                          |                                          |                                          |                                    |                                    |                                    |                                    |                                       |                                       |                                       |                                       |                                       |                                       |                                  |                                  |                                      |                                      |                                      |                                      |                                      |                                      |                                                       |                                                       |                                                       |                                                       |                                                       |                                                       |  |  |  |  |  |  |  |  |  |  |  |  |  |  |  |  |  |  |  |  |  |  |  |  |  |  |  |  |  |  |  |  |  |  |  |  |  |  |  |  |  |  |  |  |  |  |  |  |
|                                    |                                    |                                    |                                    | Christiaan I van Denemarken (1426-1481) | Christiaan I van Denemarken (1426-1481) | Christiaan I van Denemarken (1426-1481) | Christiaan I van Denemarken (1426-1481) | Christiaan I van Denemarken (1426-1481) | Christiaan I van Denemarken (1426-1481) |                                  |                                  |                                  |                                  |                                            |                                            | Dorothea van Brandenburg (1430-1495)       | Dorothea van Brandenburg (1430-1495)       | Dorothea van Brandenburg (1430-1495)       | Dorothea van Brandenburg (1430-1495)       | Dorothea van Brandenburg (1430-1495)  | Dorothea van Brandenburg (1430-1495)  |                                       |                                       |                                          |                                          |                                          |                                          |                                          |                                          |                                    |                                    | Ernst van Saksen (1441-1486)       | Ernst van Saksen (1441-1486)       | Ernst van Saksen (1441-1486)          | Ernst van Saksen (1441-1486)          | Ernst van Saksen (1441-1486)          | Ernst van Saksen (1441-1486)          |                                       |                                       |                                  |                                  |                                      |                                      | Elisabeth van Beieren (1443-1484)    | Elisabeth van Beieren (1443-1484)    | Elisabeth van Beieren (1443-1484)    | Elisabeth van Beieren (1443-1484)    | Elisabeth van Beieren (1443-1484)                     | Elisabeth van Beieren (1443-1484)                     |                                                       |                                                       |                                                       |                                                       |  |  |  |  |  |  |  |  |  |  |  |  |  |  |  |  |  |  |  |  |  |  |  |  |  |  |  |  |  |  |  |  |  |  |  |  |  |  |  |  |  |  |  |  |  |  |  |  |
|                                    |                                    |                                    |                                    | Christiaan I van Denemarken (1426-1481) | Christiaan I van Denemarken (1426-1481) | Christiaan I van Denemarken (1426-1481) | Christiaan I van Denemarken (1426-1481) | Christiaan I van Denemarken (1426-1481) | Christiaan I van Denemarken (1426-1481) |                                  |                                  |                                  |                                  |                                            |                                            | Dorothea van Brandenburg (1430-1495)       | Dorothea van Brandenburg (1430-1495)       | Dorothea van Brandenburg (1430-1495)       | Dorothea van Brandenburg (1430-1495)       | Dorothea van Brandenburg (1430-1495)  | Dorothea van Brandenburg (1430-1495)  |                                       |                                       |                                          |                                          |                                          |                                          |                                          |                                          |                                    |                                    | Ernst van Saksen (1441-1486)       | Ernst van Saksen (1441-1486)       | Ernst van Saksen (1441-1486)          | Ernst van Saksen (1441-1486)          | Ernst van Saksen (1441-1486)          | Ernst van Saksen (1441-1486)          |                                       |                                       |                                  |                                  |                                      |                                      | Elisabeth van Beieren (1443-1484)    | Elisabeth van Beieren (1443-1484)    | Elisabeth van Beieren (1443-1484)    | Elisabeth van Beieren (1443-1484)    | Elisabeth van Beieren (1443-1484)                     | Elisabeth van Beieren (1443-1484)                     |                                                       |                                                       |                                                       |                                                       |  |  |  |  |  |  |  |  |  |  |  |  |  |  |  |  |  |  |  |  |  |  |  |  |  |  |  |  |  |  |  |  |  |  |  |  |  |  |  |  |  |  |  |  |  |  |  |  |
|                                    |                                    |                                    |                                    |                                         |                                         |                                         |                                         |                                         |                                         | Johan van Denemarken (1455-1513) | Johan van Denemarken (1455-1513) | Johan van Denemarken (1455-1513) | Johan van Denemarken (1455-1513) | Johan van Denemarken (1455-1513)           | Johan van Denemarken (1455-1513)           |                                            |                                            |                                            |                                            |                                       |                                       |                                       |                                       |                                          |                                          |                                          |                                          |                                          |                                          |                                    |                                    |                                    |                                    |                                       |                                       |                                       |                                       | Christina van Saksen (1461-1521)      | Christina van Saksen (1461-1521)      | Christina van Saksen (1461-1521) | Christina van Saksen (1461-1521) | Christina van Saksen (1461-1521)     | Christina van Saksen (1461-1521)     |                                      |                                      |                                      |                                      |                                                       |                                                       |                                                       |                                                       |                                                       |                                                       |  |  |  |  |  |  |  |  |  |  |  |  |  |  |  |  |  |  |  |  |  |  |  |  |  |  |  |  |  |  |  |  |  |  |  |  |  |  |  |  |  |  |  |  |  |  |  |  |
|                                    |                                    |                                    |                                    |                                         |                                         |                                         |                                         |                                         |                                         | Johan van Denemarken (1455-1513) | Johan van Denemarken (1455-1513) | Johan van Denemarken (1455-1513) | Johan van Denemarken (1455-1513) | Johan van Denemarken (1455-1513)           | Johan van Denemarken (1455-1513)           |                                            |                                            |                                            |                                            |                                       |                                       |                                       |                                       |                                          |                                          |                                          |                                          |                                          |                                          |                                    |                                    |                                    |                                    |                                       |                                       |                                       |                                       | Christina van Saksen (1461-1521)      | Christina van Saksen (1461-1521)      | Christina van Saksen (1461-1521) | Christina van Saksen (1461-1521) | Christina van Saksen (1461-1521)     | Christina van Saksen (1461-1521)     |                                      |                                      |                                      |                                      |                                                       |                                                       |                                                       |                                                       |                                                       |                                                       |  |  |  |  |  |  |  |  |  |  |  |  |  |  |  |  |  |  |  |  |  |  |  |  |  |  |  |  |  |  |  |  |  |  |  |  |  |  |  |  |  |  |  |  |  |  |  |  |
|                                    |                                    |                                    |                                    |                                         |                                         |                                         |                                         |                                         |                                         |                                  |                                  |                                  |                                  |                                            |                                            |                                            |                                            |                                            |                                            |                                       |                                       |                                       |                                       |                                          |                                          |                                          |                                          |                                          |                                          |                                    |                                    |                                    |                                    |                                       |                                       |                                       |                                       |                                       |                                       |                                  |                                  |                                      |                                      |                                      |                                      |                                      |                                      |                                                       |                                                       |                                                       |                                                       |                                                       |                                                       |  |  |  |  |  |  |  |  |  |  |  |  |  |  |  |  |  |  |  |  |  |  |  |  |  |  |  |  |  |  |  |  |  |  |  |  |  |  |  |  |  |  |  |  |  |  |  |  |
|                                    |                                    |                                    |                                    |                                         |                                         |                                         |                                         |                                         |                                         |                                  |                                  |                                  |                                  |                                            |                                            |                                            |                                            |                                            |                                            |                                       |                                       |                                       |                                       |                                          |                                          |                                          |                                          |                                          |                                          |                                    |                                    |                                    |                                    |                                       |                                       |                                       |                                       |                                       |                                       |                                  |                                  |                                      |                                      |                                      |                                      |                                      |                                      |                                                       |                                                       |                                                       |                                                       |                                                       |                                                       |  |  |  |  |  |  |  |  |  |  |  |  |  |  |  |  |  |  |  |  |  |  |  |  |  |  |  |  |  |  |  |  |  |  |  |  |  |  |  |  |  |  |  |  |  |  |  |  |
|                                    |                                    |                                    |                                    | Johan van Denemarken (1479-1480)        | Johan van Denemarken (1479-1480)        | Johan van Denemarken (1479-1480)        | Johan van Denemarken (1479-1480)        | Johan van Denemarken (1479-1480)        | Johan van Denemarken (1479-1480)        |                                  |                                  |                                  |                                  | Ernst van Denemarken (1480-1500)           | Ernst van Denemarken (1480-1500)           | Ernst van Denemarken (1480-1500)           | Ernst van Denemarken (1480-1500)           | Ernst van Denemarken (1480-1500)           | Ernst van Denemarken (1480-1500)           |                                       |                                       |                                       |                                       | Christiaan II van Denemarken (1481-1559) | Christiaan II van Denemarken (1481-1559) | Christiaan II van Denemarken (1481-1559) | Christiaan II van Denemarken (1481-1559) | Christiaan II van Denemarken (1481-1559) | Christiaan II van Denemarken (1481-1559) |                                    |                                    |                                    |                                    | Elisabeth van Denemarken (1485-1555)  | Elisabeth van Denemarken (1485-1555)  | Elisabeth van Denemarken (1485-1555)  | Elisabeth van Denemarken (1485-1555)  | Elisabeth van Denemarken (1485-1555)  | Elisabeth van Denemarken (1485-1555)  |                                  |                                  |                                      |                                      | Franz van Denemarken (1497-1511)     | Franz van Denemarken (1497-1511)     | Franz van Denemarken (1497-1511)     | Franz van Denemarken (1497-1511)     | Franz van Denemarken (1497-1511)                      | Franz van Denemarken (1497-1511)                      |                                                       |                                                       |                                                       |                                                       |  |  |  |  |  |  |  |  |  |  |  |  |  |  |  |  |  |  |  |  |  |  |  |  |  |  |  |  |  |  |  |  |  |  |  |  |  |  |  |  |  |  |  |  |  |  |  |  |

## Voetnoten
1. ↑  Jens Christian Beyer, "King in Exile: Christian II and the Netherlands 1523–1531" in: Scandinavian Journal of History, 1986, nr. 3, p. 205-228. DOI:10.1080/03468758608579087
2. ↑  Peter Blom, Borsele Bourgondië Oranje. Heren en markiezen van Veere en Vlissingen 1400-1700, 2009, p. 46
3. ↑  Paul Douglas Lockhart, Denmark, 1513-1660. The Rise and Decline of a Renaissance Monarchy, 2007, p. 20
4. 1 2  Lisa Merkel, Die erste dänische Bibelübersetzung, LutherMuseen, 20 februari 2024
5. 1 2  Federico Zuliani, "The Conversion of Christian II of Denmark in Roman Catholic Diplomatic Literature, 1530–1532" in: The Turn of the Soul, 2012, p. 42. DOI:10.1163/9789004226371_004
6. ↑  Paul Douglas Lockhart, Denmark, 1513-1660. The Rise and Decline of a Renaissance Monarchy, 2007, p. 20-21
7. ↑  Herenhuis van Hof van Denemarken, Inventaris Bouwkundig Erfgoed (bezocht 22 januari 2025)
8. ↑  Anne Riising, "Le livre et la Réforme au Danemark et en Norvège 1523-1540" in: La Réforme et le livre. L'Europe de l'imprimé (1517-v. 1570), ed. Jean François Gilmont, 1990, p. 441-458
9. ↑  Federico Zuliani, "The Conversion of Christian II of Denmark in Roman Catholic Diplomatic Literature, 1530–1532" in: The Turn of the Soul, 2012, p. 43. DOI:10.1163/9789004226371_004
10. ↑  Victoria Christman, "The Claes vander Elst Conventicle" in: Pragmatic Toleration. The Politics of Religious Heterodoxy in Early Reformation Antwerp, 1515-1555, 2015, p. 39
11. ↑  Paul Fredericq, "Sentence prononcée contre Guillaume van Zwolle par l'inquisiteur général des Pays-Bas (1529)" in: Bulletin de l'Académie Royale des Sciences, des Lettres et des Beux-Arts de Belgique, 1895, p. 258-266
12. 1 2  Louis Sicking, "New Light on the Flight of Archbishop Olav Engelbrektsson: A Watershed in Norwegian History" in: Dutch Light in the ‘Norwegian Night’. Maritime Relations and Migration Across the North Sea in Early Modern Times, eds. Louis Sicking, Harry de Bles en Erlend des Bouvrie, 2004, p. 21
13. 1 2  Paul Douglas Lockhart, Denmark, 1513-1660. The Rise and Decline of a Renaissance Monarchy, 2007, p. 22

Gorm · Harald I · Sven I · Harald II · Knoet II · Knoet III · Magnus I · Sven II · Harald III · Knoet IV · Olaf I · Erik I · Niels · Erik II · Erik III · Sven III · Knoet V · Waldemar I · Knoet VI · Waldemar II · Erik IV · Abel · Christoffel I · Erik V · Erik VI · Christoffel II · Waldemar III · Christoffel II · Waldemar IV · Olaf II · Margaretha I · Erik VII · Christoffel III · Christiaan I · Johan · Christiaan II · Frederik I · Christiaan III · Frederik II · Christiaan IV · Frederik III · Christiaan V · Frederik IV · Christiaan VI · Frederik V · Christiaan VII · Frederik VI · Christiaan VIII · Frederik VII · Christiaan IX · Frederik VIII · Christiaan X · Frederik IX · Margrethe II · Frederik X
Erik VI · Olaf II · Anund Jacob · Emund · Stenkil · Erik VII · Erik VIII · Halsten · Haakon · Inge I · Sven · Erik Årsäll · Filips · Inge II · Ragnvald · Magnus · Sverker I · Erik IX · Karel VII · Knoet I · Sverker II · Erik X · Johan I · Erik XI · Knoet II · Waldemar I · Magnus I · Birger I · Magnus II · Albrecht · Margaretha · Erik XIII · Christoffel · Karel VIII · Christiaan I · Johan II · Christiaan II · Gustaaf I · Erik XIV · Johan III · Sigismund · Karel IX · Gustaaf II Adolf · Christina · Karel X Gustaaf · Karel XI · Karel XII · Ulrike Eleonora · Frederik · Adolf Frederik · Gustaaf III · Gustaaf IV Adolf · Karel XIII · Karel XIV Johan · Oscar I · Karel XV · Oscar II · Gustaaf V · Gustaaf VI Adolf · Carl Gustaf XVI
- Bibsys: 90712511
- Bibliothèque nationale de France: cb13327509p (data)
- Digitale Bibliotheek voor de Nederlandse Letteren: chri042
- Gemeinsame Normdatei: 119195380
- International Standard Name Identifier: 0000 0000 6124 3138
- KulturNav: 6044441e-48a8-4bc2-8730-843eaa85f7d6
- Library of Congress Control Number: n85216320
- Nationale Bibliotheek van Tsjechië: ola20241239731
- Nationale Bibliotheek van Israël: 987007275220605171
- Nationale Bibliotheek van Polen: a0000002085924
- Nederlandse Thesaurus van Auteursnamen: 070400253
- LIBRIS: 194160
- Système universitaire de documentation: 035658231
- Trove: 1460460
- Virtual International Authority File: 42642695
- WorldCat: E39PBJdx44mfvtkw7xrrxHwXBP